# Beuren (Hochwald)

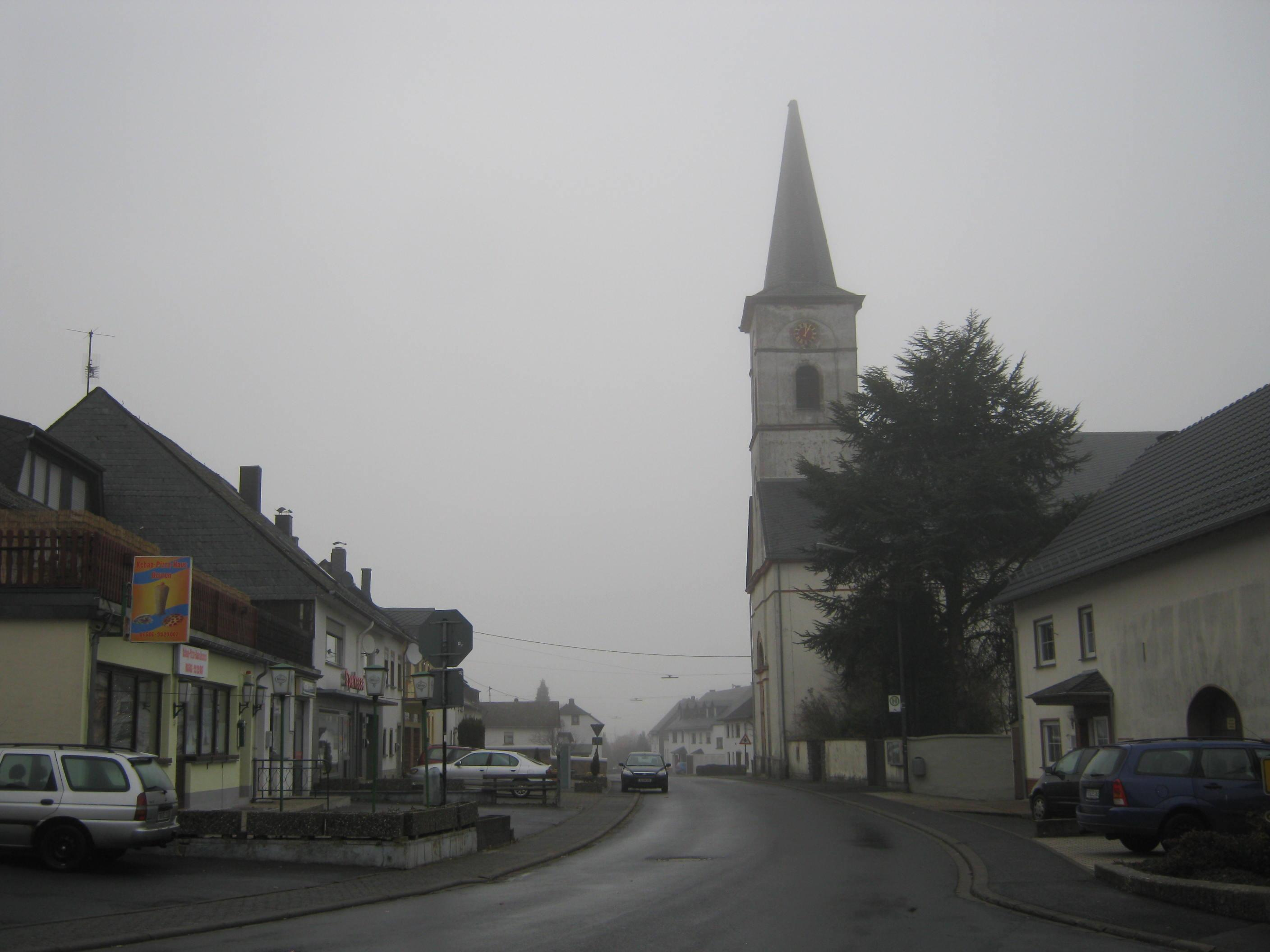
Ortsmitte

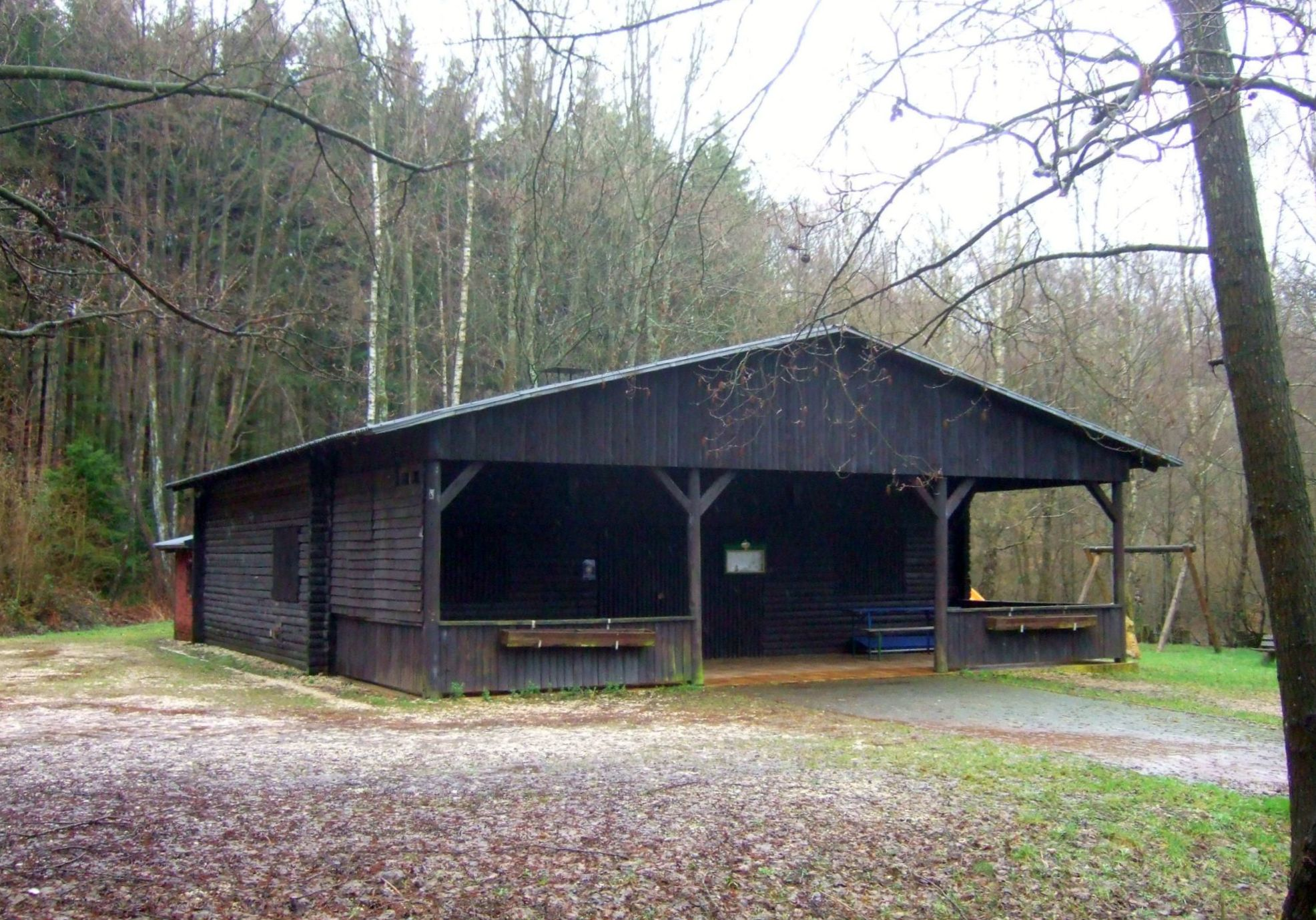
Fischerhütte Beuren

Beuren (Hochwald) ist eine Ortsgemeinde im Landkreis Trier-Saarburg in Rheinland-Pfalz. Sie gehört der Verbandsgemeinde Hermeskeil an.

## Geographie
Beuren liegt im Naturpark Saar-Hunsrück etwa 20 km östlich von Trier.
Unmittelbare Nachbargemeinden sind: Schönberg, Neunkirchen, Burtscheid, Rascheid, Hinzert-Pölert, Reinsfeld, Osburg, Farschweiler, Lorscheid und Bescheid.
Die Gemeinde gliedert sich in die beiden Ortsteile Beuren und Prosterath mit dem Wohnplatz Waldmühle.
Die Hohe Wurzel (669 m) liegt auf der Gemarkung von Beuren.
Beuren (Hochwald) ist die Bezeichnung des Messtischblattes Nr. 6207 der topografischen Karte im Maßstab 1:25.000.

## Geschichte
Den Namenszusatz „(Hochwald)“ trägt die Gemeinde seit dem 1. Dezember 1969. Am 17. März 1974 wurde Prosterath mit damals 209 Einwohnern nach Beuren (Hochwald) eingemeindet.

### Beuren (Hochwald)
Erzbischof Theoderich II., früher selbst Propst zu St. Paulin, schenkte dem Stift 1231 die Pfarrei, die in der Urkunde von 1255 „Buren“ (Brunnen, Born) genannt wird. Am Chor der 1836/38 im klassizistischen Stil erbauten Kirche befindet sich eine Steininschrift mit der Zahl 1414, dem Baujahr der alten gotischen Vorgängerkirche.
Anfang des 19. Jh. wurde Beuren Sitz der Bürgermeisterei Beuren.

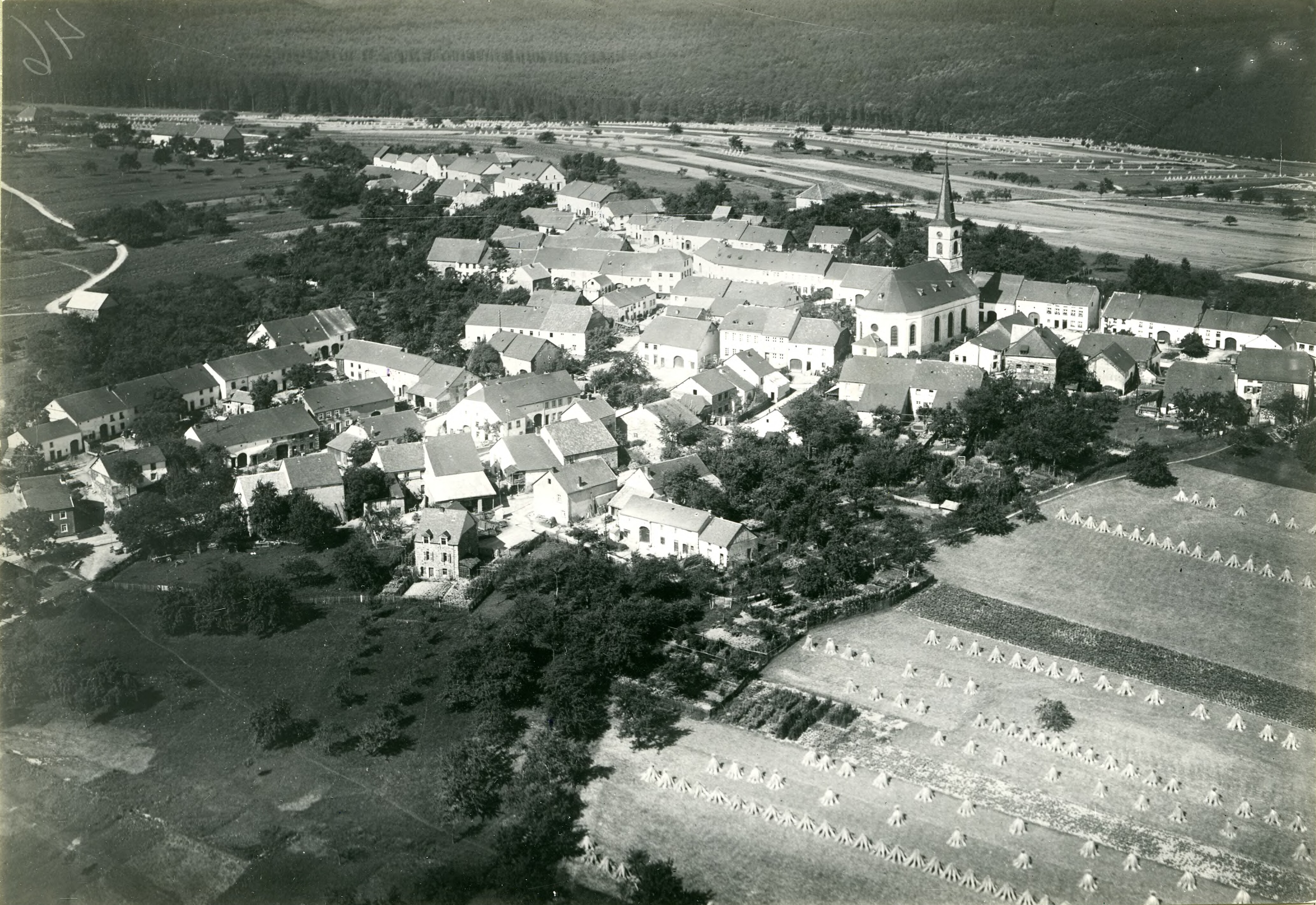
Beuren im Jahr 1932

### Prosterath
Dem Propst von St. Maximin gehörte 1023 „Probesderuot“ (Propstordnung), 1701 wurde die erste Kapelle erwähnt. Im 18./19. Jahrhundert betrieb Peter Cornely hier eine ambulante Glockengießerei.

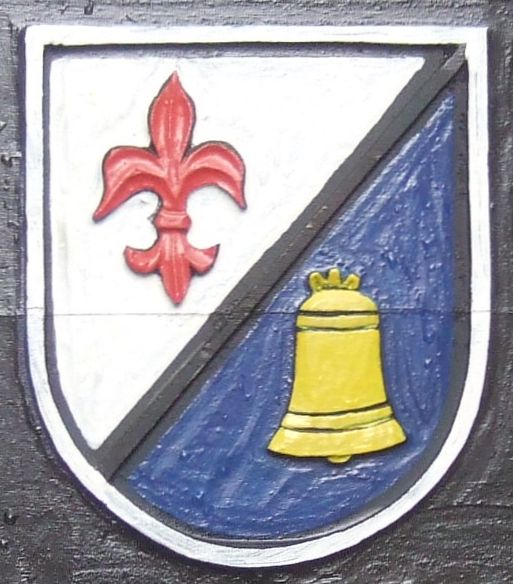
Wappen Prosterath
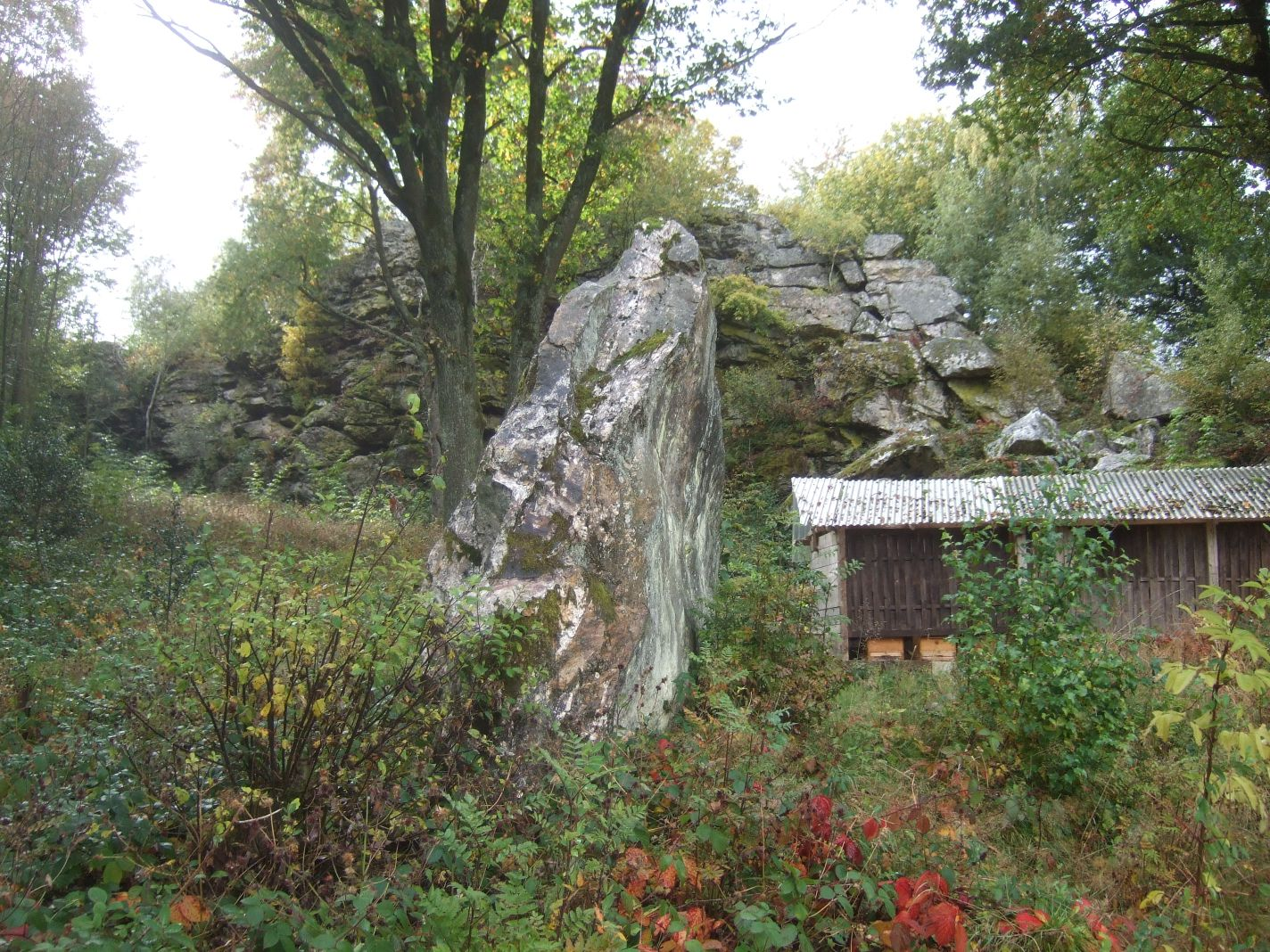
Prosterather Wacken
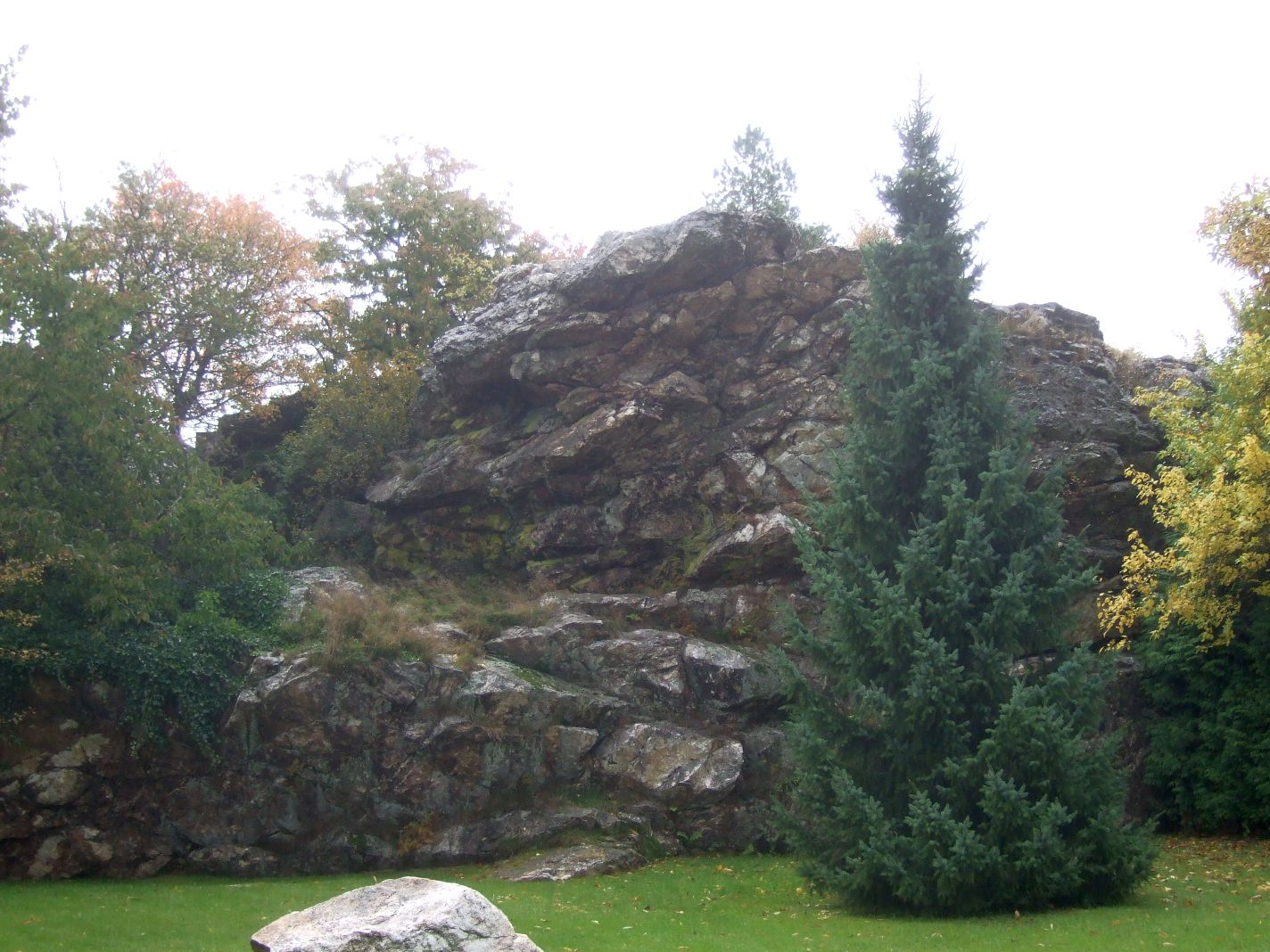
Prosterather Wacken

### Bevölkerungsentwicklung
Die Entwicklung der Einwohnerzahl von Beuren (Hochwald) bezogen auf das heutige Gemeindegebiet, die Werte von 1871 bis 1987 beruhen auf Volkszählungen:
| Jahr | Einwohner |
| ---- | --------- |
| 1815 | 493       |
| 1835 | 656       |
| 1871 | 763       |
| 1905 | 733       |
| 1939 | 889       |
| 1950 | 897       |
| 1961 | 986       |

| Jahr | Einwohner |
| ---- | --------- |
| 1970 | 1.062     |
| 1987 | 985       |
| 1997 | 945       |
| 2005 | 961       |
| 2011 | 933       |
| 2017 | 939       |
| 2020 | 926       |

## Politik

### Gemeinderat
Der Gemeinderat in Beuren besteht aus zwölf Ratsmitgliedern, die bei der Kommunalwahl am 9. Juni 2024 in einer personalisierten Verhältniswahl gewählt wurden, und dem ehrenamtlichen Ortsbürgermeister als Vorsitzendem.
Die Sitzverteilung im Gemeinderat:
| Wahl | SPD | CDU | WGS a | WGAP b | WGR c | Gesamt   |
| ---- | --- | --- | ----- | ------ | ----- | -------- |
| 2024 | –   | –   | 7     | 5      | –     | 12 Sitze |
| 2019 | –   | –   | –     | 8      | 4     | 12 Sitze |
| 2014 | 5   | –   | –     | 5      | 2     | 12 Sitze |
| 2009 | 7   | 3   | –     | –      | 2     | 12 Sitze |
| 2004 | 7   | 4   | –     | –      | 1     | 12 Sitze |

### Ortsbürgermeister
Harald Schmitt wurde am 10. Juli 2024 Ortsbürgermeister von Beuren. Bei der Direktwahl am 9. Juni 2024 hatte er sich mit einem Stimmenanteil von 52,5 % gegen die Amtsinhaberin durchsetzen können.
Schmitts Vorgängerin Petra Adams-Philippi hatte das Amt 2014 übernommen. Bei der Direktwahl am 26. Mai 2019 war sie mit 75,08 % für weitere fünf Jahre in ihrem Amt bestätigt worden.

### Wappen
| Wappen von Beuren | Blasonierung: „Von Silber und Rot schräglinks geteilt, vorne eine emporkommende Krümme, hinten eine silberne Lilie.“ |
| Wappen von Beuren | Wappenbegründung: Die bis dahin selbständigen Gemeinden Beuren und Prosterath sind 1974 durch die Verwaltungsreform zu einer Gemeinde zusammengeschlossen worden. Für die frühere Gemeinde Prosterath wurde aus deren Wappen die Lilie, das Attribut des hl. Antonius, entnommen. Sie steht im neuen Wappen für Beuren im hinteren Feld. Die frühere Gemeinde Beuren ist urkundlich erwähnt im Jahre 1255. Die Urkunde bestätigt, dass Beuren bereits in der Regierungszeit des Erzbischofs Theoderich II. (1212–1242) dem Stift St. Paulin in Trier gehörte. Auf diese Zugehörigkeit weist das vordere Wappenfeld hin. Es zeigt eine emporkommende Krümmung in den kurtrierischen Farben Rot und Silber. Der Abtstab ist Symbol der Zugehörigkeit zum kurtrierischen Stift St. Paulin. Die Bildung des Wappens geht zurück auf einen Entwurf von Pfarrer P. Schwarz, Beuren, und einen Vorschlag des Staatsarchivs. Hier ist die Idealform der Bildung eines Wappens gelungen, da es nur ein Metall (Silber) und nur eine Farbe (Rot) aufweist. Eine in der Heraldik immer wieder angestrebte, aber nur selten erreichte Forderung. |

## Kultur und Sehenswürdigkeiten

### Bauwerke
- Siehe: Liste der Kulturdenkmäler in Beuren (Hochwald)

### Naturdenkmäler
- Felsenkette
- Siehe: Liste der Naturdenkmale in Beuren (Hochwald)

## Wirtschaft und Infrastruktur

### Verkehr
- Busanbindung nach Hermeskeil, in Hermeskeil weiter nach Trier oder Türkismühle.

### Bildung
- Grundschule und Kindergarten

### Sonstiges
In Beuren gibt es mehrere kleine und mittlere Unternehmen, eine Gemeinschaftspraxis, eine Apotheke, ein Bürgerhaus, die Freiwillige Feuerwehr und ein SB-Center der Sparkasse Trier.